# Pseudeulalia exigua
Pseudeulalia exigua är en ringmaskart som beskrevs av Eliason 1962. Pseudeulalia exigua ingår i släktet Pseudeulalia och familjen Phyllodocidae. Inga underarter finns listade i Catalogue of Life.